# Pepijn Gunneweg
 (février 2019).
Si vous disposez d'ouvrages ou d'articles de référence ou si vous connaissez des sites web de qualité traitant du thème abordé ici, merci de compléter l'article en donnant les références utiles à sa vérifiabilité et en les liant à la section « Notes et références ».
Pepijn Gunneweg, né le 18 mai 1976 à Schiedam,,, est un acteur, doubleur et présentateur néerlandais.

## Filmographie

### Cinéma, téléfilms et doublage
- 1987 : De Band (nl) : Le voleur
- 1989 : Laura Ley : Dennis
- 1993 : Verhalen van de straat : Peter
- 1996-1997 : Fort Alpha (nl) : Patrick Terburgh
- 1997 : Duidelijke taal! : Kees
- 1999-2001 : Baantjer : Deux rôles (Alex ten Bosch et Guido de Nijs)
- 2000 : Tinnef : Frou Frou
- 2001 : Totally Spies : Arnold (voix)
- 2002 : Pokémon: Champions de la Ligue de Johto : Todd
- 2004 : De Band (nl) : Robert Schoonewille
- 2004 : In Oranje (nl) : Groenteman
- 2004 : Stille Nacht (nl) : Idse
- 2005 : Charlie et la chocolaterie : Willy Wonka (voix)
- 2006 : Le Champion du siècle (Sportman van de Eeuw) de Mischa Alexander : Le jeune Sake Wiarda
- 2007 : Grijpstra & de Gier (nl) : Peter Smaalders
- 2008 : WALL-E : WALL-E (voix)
- 2009 : De co-assistent (nl) : Mathijs Jonker
- 2010 : Flikken Maastricht : Alex van Rooijen
- 2013 : Monsters University : Inkie
- 2014 : Freeze : Le père de Anna
- 2015 : Koefnoen Presenteert : Patrick

## Animation
- 2006-2017 : BZT Show (nl) : Présentateur
- 2015 : Wrong Friends : Présentateur